# توب أغاج (مقاطعة بيجار)
توب أغاج (بالفارسية: توپ‌آغاج) هي منطقة سكنية تقع في إيران في كردستان. يقدر عدد سكانها بـ 2,172 نسمة .